# Flight of the Behemoth
Albums de Sunn O)))
ØØ Void
(2000) Veils It White
(2003)

Flight of the Behemoth est un album du groupe de drone doom américain Sunn O))), sorti en janvier 2002 sur Southern Lord Records. Merzbow a mixé les pistes 3 et 4 et a utilisé une boîte à rythmes et des chants sur la piste F.W.T.B.T., une interprétation de For Whom the Bell Tolls de Metallica.

## Liste des pistes
1. Mocking Solemnity 9:12
2. Death Becomes You 13:09
3. O))) Bow 1 5:54
4. O))) Bow 2 12:53
5. F.W.T.B.T. 10:19

## Personnel
- Stephen O'Malley - Guitare, basse
- Greg Anderson (en) - Guitare, basse
- Aspirin Feast - batterie sur F.W.T.B.T.
- Bootsy Kronos - basse sur F.W.T.B.T.

## Crédit de traduction
- (en) Cet article est partiellement ou en totalité issu de l’article de Wikipédia en anglais intitulé « Flight of the Behemoth » (voir la liste des auteurs).